# Oliver Bokern
Oliver Bokern (* 18. August 1973 in Löningen) ist ein ehemaliger deutscher Schauspieler.

## Leben
Nach seiner Schauspielausbildung an der Theaterakademie der Spielstatt Ulm von 1991 bis 1995 stand Bokern in Theaterproduktionen in Ravensburg (1996–2000), Maßbach, Wiener Festwochen (1999) und Deutsches Schauspielhaus Hamburg (2000–2002) auf der Bühne.
In Film- und Fernsehproduktionen war Bokern u. a. in Wenn es regnet (2000, Kurzfilm), Das verflixte 17. Jahr (2000, Kino), Kunden und andere Katastrophen (2003), SK Kölsch (2002, Sat.1), Die Rettungsflieger (2002, ZDF), St. Angela (2002/2003, ARD), Tatort (2002/2003), Das Duo (2003), Wir (2003, Kino), Der kleine Mönch (2003), Alphateam – Die Lebensretter im OP (2003), Bella Block (2005), Stefanie – Eine Frau startet durch (2004) und SOKO Leipzig (2005) zu sehen.
Von 2005 bis 2007 war Bokern in der Rolle des Jürgen Decker in der Sat.1-Telenovela Verliebt in Berlin zu sehen.

## Filmografie (Auswahl)
- 2002: Tatort: Der dunkle Fleck
- 2003: Der kleine Mönch (Fernsehserie, 1 Folge)
- 2003: Wir
- 2003: Tatort: Fakten, Fakten …
- 2003: Tatort: Dreimal schwarzer Kater
- 2003: Tatort: Sag nichts
- 2005: Das Duo: Blutiges Geld
- 2005: Bella Block: Die Frau des Teppichlegers
- 2005: Tatort: Im Alleingang
- 2005–2007: Verliebt in Berlin (Fernsehserie)
- 2006: Verliebt in Berlin – Das Ja-Wort
- 2006: Meine bezaubernde Nanny
- 2007: Alte Freunde